# Windows Server 2019
Windows Server 2019 is het huidige besturingssysteem voor servers van Microsoft in de Windows Server-familie dat tegelijk met Windows 10 is ontwikkeld en hiervan de gebruikersinterface deelt. Het is de opvolger van Windows Server 2016. Windows Server 2019 werd aangekondigd op 20 maart 2018, en is beschikbaar geworden op 2 oktober 2018.

## Mogelijkheden
Nieuwe mogelijkheden in het besturingssysteem zijn verwerkt in containers, opslagmogelijkheden, beveiliging en beheer.

## Systeemvereisten
|                              | Minimale systeemspecificaties | Aanbevolen systeemspecificaties |
| ---------------------------- | ----------------------------- | ------------------------------- |
| Architectuur                 | x86-64 (64 bit)               | x86-64 (64 bit)                 |
| Processor                    | 1,4 GHz                       | 3,1 GHz                         |
| Geheugen (RAM)               | 512 MB                        | 16 GB                           |
| Vrije ruimte op harde schijf | 32 GB                         | 64 GB                           |

bron 